# Гвинт (простий механізм)

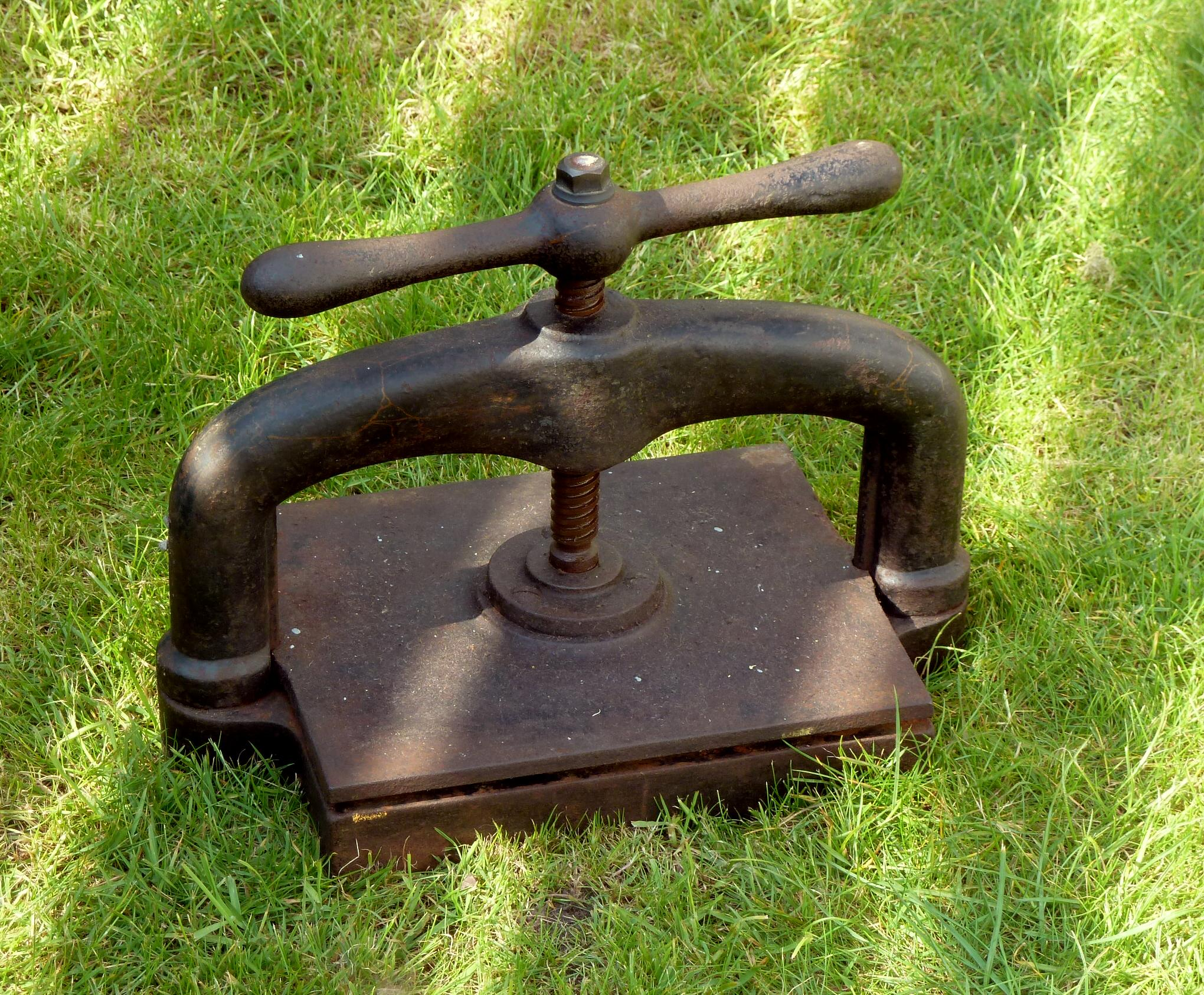
Чавунний гвинтовий прес

Гвинт — один з простих механізмів. Різь гвинта являє собою похилу площину, багаторазово обгорнуту навколо циліндра. Перший гвинт запантентовано 1784 року. Призначається для створення великих осьових зусиль у пресах, пічних штовхачах, домкратах (вантажний гвинт) тощо. Гвинти мають трапецієподібну чи упорну різь, рідше прямокутну. Короткі гвинти (наприклад, у домкраті) працюють на стискування, і при розрахунку їх перевіряють на міцність і поздовжний вигин. Довгі гвинти працюють на розтягання, їх перевіряють на міцність.
Прикладом гвинта як простого механізму є і болт з гайкою, який забезпечує виграш у силі під час загвинчування.
Ідеальний виграш у силі дорівнює відношенню відстані, що проходить точка докладання зусилля за один оборот гвинта (довжини кола), до відстані між двома сусідніми витками різі (крок різі).